# Tempirai Selatan
Tempirai Selatan is een bestuurslaag in het regentschap Muara Enim van de provincie Zuid-Sumatra, Indonesië. Tempirai Selatan telt 3773 inwoners (volkstelling 2010).